# León (Mexique)
Pour les articles homonymes, voir Léon.
León — officiellement León de los Aldama — est une ville du centre du Mexique. C'est par le nombre d'habitants la sixième ville du pays. Elle est aussi la plus grande ville de l'État du Guanajuato et de la région du Bajío. Elle est surnommée « la Perla del Bajío » (la perle du Bajío). Lors du recensement de la population de 2015, la ville comptait 1 567 892 habitants, et la région métropolitaine de León 1 967 789 habitants. Elle est située à 384 km de la capitale du pays.
León a été fondé le 20 janvier 1576 par Martin Enríquez de Almansa (es) sous le nom de Villa de Leon et a reçu son nom actuel en 1830 en l'honneur des insurgés Juan Aldama et Ignacio Aldama (es), qui ont participé à la guerre d'indépendance du Mexique. Depuis le début des années 1940, l'économie de la ville a tourné principalement autour de la production du cuir et des chaussures. Au début du XXIe siècle elle commence à réorienter son économie vers les services et l'industrie automobile.
Connu sous le nom de capitale de la chaussure, León possède de grandes usines qui ne produisent pas seulement des chaussures, mais aussi des bottes, ceintures, vestes et autres articles en cuir, desservant à la fois les marchés nationaux et internationaux. Elle regroupe aussi d'autres activités économiques telles que les soins de santé spécialisés, l'enseignement supérieur et la recherche, ainsi que le tourisme d'affaires,. Bien qu'elle ne soit pas la capitale politique de l'État, León est considéré comme son centre économique, social et commercial.
La ville doit son nom à la région espagnole du León dont était originaire le vice-roi espagnol qui la fonda. Le lion (león en espagnol) présent dans plusieurs monuments de la ville, notamment au-dessus de l'arc de triomphe, est un symbole qui n'a été ajouté que postérieurement par homonymie avec le nom de la ville.

## Symboles

### Drapeau
León est la première municipalité du Guanajuato à avoir adopté officiellement un drapeau municipal[réf. souhaitée]. Le drapeau est un champ vert foncé qui porte en son centre le blason de la ville  et sa devise : « El trabajo todo lo vence » (« le travail conquiert tout »).

### Blason
Le blason qui symbolise la municipalité a été adopté au XXe siècle. Il contient dans sa partie supérieure une tour qui est le symbole de la ville. Il est divisé en quatre cadrans. Le premier représente le martyre de Saint-Sébastien, saint patron de la ville, dont la fête est célébrée le même jour que celui où León a été fondée (20 janvier). Le deuxième cadran est un lion, symbole de l'ancien Royaume de Léon en Espagne, lieu où le nom de la ville a été prise. Au troisième cadran est le bouclier du vice-roi, Don Martin Enriquez de Almanza, qui devait le commandement de León quand elle a été fondée en 1576. Le quatrième et dernier cadran est une ruche entourée d'abeilles qui représente le caractère industrieux de sa population. Une bande apparaît en bas avec la devise de la ville.

## Démographie
Selon les données statistiques de l'INEGI seul dans la municipalité de León, il y a un total de 1 426 869 habitants (2010), dont 701 781 sont des hommes et 734 699 sont des femmes. León concentre à elle seule 26,2 % des habitants de tout l'État. Entre 2005 et 2010, la population de León a augmenté d'environ 11 %. En 2010, 330 147 logements sont habités. La municipalité est également la plus grande en nombre d'habitants dans l'État de Guanajuato.
La région Métropolitaine de León (es) est la région urbaine résultant de l'agglomération de quatre municipalités, et ceux-ci León de Los Aldama, Silao de La Victoria, San Francisco del Rincon et Purisima del Rincon. Cette zone métropolitaine est située dans l'État occidental de Guanajuato et compte 1 967 729 habitants, ce qui en fait la septième plus grande population du Mexique. En 2017, près de 2 millions d'habitants vivent dans la région métropolitaine de León.

## Le climat
Le climat de la ville de León est tempéré-semi-aride avec des pluies en été, froid en automne et en hiver et chaleur sèche au printemps. Parce qu’il est entre 1800 et 1900 mètres d’altitude, le climat n’est pas humide et à certaines périodes la ville a beaucoup de vent.
La température la plus élevée enregistrée était de 41.2 °C, en mai, la température moyenne annuelle est de 35° à 39°, au printemps.
La température minimale la plus basse enregistrée est de -4°.
Au printemps, la température varie entre 29° et 35° avec des maximes allant jusqu’à 40°.
En été, les températures vont de 26° à 31°, parce que la pluie fait baisser la température.
En automne, les températures chutent et oscillent entre 20° et 25°, avec des maximes allant de 26° à 30°, avec des minimes allant jusqu’à 0° en novembre.
En hiver, il est sec, avec des maximes de 18° à 23° en décembre avec des minimes jusqu’à -2°, tandis qu’en mars hivernal, on a des maximes de 28° et des minimums de 7°.
Dans la partie nord de la ville, la Sierra de Lobos est une zone ressemblant à une forêt à près de 3000 mètres au-dessus du niveau de la mer. Le climat est plus froid et pluvieux, avec des températures allant de 4° à 6° degrés de moins que dans le centre-ville.
Il ne tombe pas de neige dans la ville, à l’exception de certaines années, mais il neige 2 ou 3 fois par an dans la Sierra de Lobos.

## L'industrie du cuir et de la chaussure
León est une ville qui se distingue par son importante industrie de la chaussure. Selon les archives municipales, les premières chaussures fabriquées dans cette région remontent à 1645. À cette époque, les cordonniers travaillent avec des outils rudimentaires. En 1872, avec la mise en place de la première usine, les premières machines commencent à être utilisées.
Avec l'arrivée du chemin de fer, la ville de León devient pionnière dans l'exportation de ce produit vers les États-Unis. Depuis les années 1920, les nombreux ateliers sont devenus de grandes entreprises. Actuellement, la ville de León assure plus de 72 % de la production nationale dans ce domaine. À l'heure actuelle, il y a 3 000 394 entreprises liées au secteur de la chaussure dans l'état de Guanajuato et 85 % d'entre elles sont des micros, petites et moyennes entreprises.

## Récompenses
En 2011, León a remporté une mention honorable au Sustainable Transport Award (en) en battant San Francisco et Zurich. Il se classe troisième niveau Amérique latine avec le plus grand réseau de pistes cyclables  Selon l'étude  Maisons de l'avenir , le journal britannique Financial Times, León occupe le premier rang en Amérique latine dans la division des plus grandes villes avec un meilleur coût et de la modernité avec un niveau de vie élevé dans la région du nord.
En mars 2012, la ville a reçu un prix en tant que « champion de l'eau de la région », avec Buenos Aires, Argentine, Rotterdam, Hollande et Lyon, France, entre autres, qui a été accordé par le Conseil Mondial de l'Eau à Marseille, France, principalement pour démontrer des avancées majeures dans les questions d'assainissement et de réutilisation des eaux usées et de la cogénération d'énergie à partir du biogaz.
En février 2018, León a été considérée parmi les 100 villes les plus renouvelables du monde ; selon le résultat du Carbon Disclosure Project (CDP), publié par Bloomberg. La ville Leon, souligne que 76 % de l'énergie utilisée dans la région est renouvelable. Les résultats CDP mentionnent les données suivantes; Ville énergie solaire de 2,5%, 73,86% et 23,64% de gaz géothermique est utilisé. Une autre particularité est que c'est la seule ville mexicaine dans cette liste.

### Pistes Cyclables
Dans la ville, 60 pour cent des personnes voyagent sur les transports en commun, le vélo ou la marche. L'industrie manufacturière se compose de plus de 9 000 entreprises qui donnent un emploi à environ 200 000 travailleurs, les citoyens utilisent le plus fréquemment le vélo pour se rendre à leurs lieux de travail. En 1997, le IMPLAN a effectué une « étude approfondie des pistes cyclables de León », à cette époque, la municipalité avait seulement véloroute.
En 2009, l'Institut a mis en place une mise à jour du plan directeur véloroute, qui établit un système d'unification dans les réseaux cyclables où la construction d'un réseau de pistes cyclables est proposé avec un continu, confortable et sécuritaire afin de promouvoir et encourager l'utilisation de ce moyen de transport, au-delà de ce qui est actuellement utilisé.
Aujourd'hui, León occupe le troisième rang dans le réseau de niveau de l'Amérique latine bikeways. Une étude menée par l'Observatoire de la mobilité urbaine pour cette région du continent situé à la ville, juste derrière Bogota, en Colombie et Curitiba au Brésil.
León possède le réseau de pistes cyclables le plus important des États-Unis mexicains , selon des études de l'Institut des politiques de transport et de développement (ITDP).

## Festivals

### Festival International des Montgolfières
Cette ville est également réputée pour y accueillir chaque année le Festival international des montgolfières. Ce dernier se déroule sur 4 journées au cours du mois de novembre, compte plus de 200 participants et plus de 500 000 spectateurs.
Il est effectué dans le parc métropolitain et a des pilotes de partout dans le monde, et est le plus grand de son genre en Amérique latine, et le troisième dans le monde.

#### Championnat du monde des Rallyes FIA
Le Corona Rally Mexico est un grand événement de voitures de rallye. C'est la date du Championnat du monde des rallyes (WRC) de la FIA, inscrit au calendrier de la Coupe du Monde en 2003 et est actuellement le seul événement WRC développé en Amérique du Nord.

#### Championnat du Monde FIM de Motocross
Le MX1 à León, qui a eu lieu les 13 et 14 septembre 2014 dans le Parc Métropolitain, est l'avant-dernière date du calendrier mondial, c'est une compétition de motocross réglementée par la Fédération Internationale de Motocyclisme (FIM). Le championnat a été inauguré en 1957 à la suite du Championnat d'Europe qui avait lieu depuis 1952. Il n'y avait qu'une seule catégorie, la 500 cm3, mais en 1962 le 250 cm3 était inclus et en 1975 le 125 cm3.

#### Motofiesta
León est le lieu du plus important événement de moto en Amérique latine, du dernier jeudi d'octobre au dernier dimanche d'octobre, le Motofiesta se tient dans les installations de La Feria de León, avec différents invités spéciaux et activités d'envergure internationale.

## Universités
León est la ville avec le plus d'universités par habitant dans le pays, l'un des principaux facteurs est qu'elle est l'une des villes les plus sûres du pays, et a une grande offre éducative. C’est une ville avec une offre commerciale très variée; un pôle d'attraction pour les centres d'études et des étudiants au Mexique et d'autres pays, avec la première vague au XXe siècle, entre 68 et 72 maisons d'étude comme ULSA (anciennement UBAC), la Faculté de médecine UG , l'UEPCA (avant Epca) et l'ITL et un second en 1978 avec le prestigieux UIA et ITESM; la ville a excellé en tant que centre régional d'études dans le pays. Aujourd'hui, nous parlons d'une arrivée constante d'instituts, d'universités et de collèges de renom et de grand prestige. En plus de ce qui précède, vous pouvez parler des institutions à fort impact tels que : UNAM, IPN, UA, UNITEC, ULA, UTL, UNIVA, EBC, UDL, UNIPRO, UFM et beaucoup d'autres.
Ces dernières années, le premier campus complet Université nationale autonome du Mexique en dehors de la capitale, a transformé les régions face -central, Bajío et Ouest du Mexique. Le complexe a une perspective régionale et la portée internationale, offrant particulièrement attentif comme carrière de dentisterie, donnant une plus grande opportunité pour que les universités privées de l'État existe dans la municipalité  en plus de développer la zone éducative de Guanajuato Puerto intérieur, cette zone est depuis 2009, la première étape d'un campus universitaire Institut national polytechnique appelé campus interdisciplinaire Unité professionnelle Ingénierie Guanajuato (UPIIG) offrant des carrières professionnelles de l'ingénierie liés à la fabrication. En outre, un centre de formation technique industrielle administré par le CONALEP fonctionnera dans cette zone.

### Public
- UNAM.- Université Nationale Autonome du Mexique
- IPN.- Institut national polytechnique
- UG.- Université de Guanajuato
- ITL.- Institut Technologique de León
- UTL .- Université Technologique de León
- UPB.- Bicentenaire de l'Université Polytechnique
- UPN.- Université Pédagogique Nationale
- UVEG.- Université Virtuelle de l'État de Guanajuato
- SABES.- Baccalauréat avancé et système d'enseignement supérieur

### Privé
- UIA.- Universidad Iberoamericana
- ITESM.- Institut Technologique et Etudes Supérieures de Monterrey
- UA.- Université Anahuac Bureau Pontifical Juan Pablo II Institut ( Réseau Université Anahuac)
- UDLSB.- Université La Salle Bajío
- UFM.- Université Franciscaine
- UNIVA.- Université de Valle de Atemajac
- UDL.- Université de León
- EBC.- École bancaire et commerciale
- UNITEC.- Université Technologique du Mexique
- UNIPRO.- Université internationale des professions
- ULA.- Université latino-américaine
- UNEA.-[Universités Aliat | Université d'études supérieures
- L'Institut Bajío de Mixologie (formation des Barmans)
- UIN.- Universidad Insurgentes
- UMED.- Université mexicaine de l'enseignement à distance
- UEPCA.- Université d'études professionnelles des sciences et des arts
- ICON.- ICON University (anciennement Polytechnic of Guanajuato)
- UM.- Université Meridiano
- CEH.- Complexe éducatif hispano-américain
- UHM.- Université mondiale de Humani
- CLE.- Collège de León
- UICEL.- Universidad ICEL
- UCEM.- Université du Mexique central
- UCA.- Université américaine du continent
- UPI.- Université privée d'Irapuato
- EUI.- Université interculturelle
- UCE.- Université des Champs Elysées
- UAD.- Université Autonome de Durango
- CEFTA.- Centre d'Études Philosophiques Tomás de Aquino
- CUIM.- Centre universitaire international du Mexique
- CLEU.- Collège d'études universitaires gratuit

## Puerto Interior (zone industrielle)
C'est un grand port industriel sec et une plateforme d'exportation mondiale. Créé en 2006 pour promouvoir le développement de l'État de Guanajuato, avec son siège dans la Région métropolitaine de León. Il abrite actuellement l'une des zones industrielles les plus importantes de la région de Bajío. La zone de Guanajuato Puerto Interior intègre également un parc industriel et commercial en cours de développement. Cette zone est conçue pour abriter des entreprises commerciales et des services complémentaires aux activités de logistique et de fabrication qui sont en cours d'établissement à Guanajuato Puerto Interior. Certaines utilisations prévues pour cette zone sont les hôtels d'affaires, les services bancaires et financiers, les services d'alimentation et de commodités, les services de transport et de logistique et les bureaux pour diverses utilisations. Il est situé dans la zone stratégique de la ZML, entre León et Silao, très proche de l'usine automobile de General Motors.
Dix ans après sa mise en œuvre, Guanajuato Puerto Interior (GPI) s'est positionné comme le moteur du développement de l'État et le complexe logistique le plus important non seulement au Mexique mais aussi en Amérique latine.
Parmi les entreprises qui ont été ajoutées à cette zone, on trouve des fabricants de classe mondiale, tels que:
- Pirelli
- Volkswagen
- AAM - American Axle Manufacturing
- Tigerpoly
- Hino Motors (filiale de Toyota)
- Guala Dispensing
- Mailhot
- Teco Westinghouse
- Samot
- Plus doux
- Sovere
- Hiroshima Aluminium
- Nestlé
- Entreprise automobile Macauto
- Hal Aluminium
- Asahi Aluminium Mexique
- Nivea
- Emballage Bio Pappel
- SkyPlus

Stratégiquement situé près des états d'Aguascalientes, de San Luis Potosí et de Querétaro; Dans les 160 km, les constructeurs automobiles sont : Mazda, Toyota, Honda, GM, VW, Nissan et BMW, ce qui en fait le cluster automobile le plus important en Amérique.
- Zone franche (zone fiscale stratégique)

Sur le territoire de ce parc industriel sont introduits, fabriqués, stockés et expédiés des produits à l'extérieur du Mexique, sans paiement de taxes sur le commerce extérieur et TVA, à condition qu'ils soient retournés à l'étranger.
- Centre de services communautaires

Ce centre a été conçu pour servir les entreprises installées à Guanajuato Puerto Interior et ses employés. Il contient une pépinière, une caserne de pompiers et un centre de santé avec des zones de santé au travail et de soins d'urgence. Ces installations sont incluses dans un parc récréatif et sportif.

## Parcs industriels

### PILBA
Une nouvelle usine de la marque française Michelin est en cours de construction.

### Parque Industrial General Motors
General Motors a un parc industriel dans la Région Métropolitaine de León. En 1994, le complexe de Silao a été créé, les installations les plus modernes disponibles à GM Mexique. La pertinence de son fonctionnement repose sur sa productivité et sa qualité, ce qui l'a amené à établir des records dans le Harbour Report North America et à mériter le National Quality Award. Le complexe de Silao a deux étages, l'estampage et l'assemblage. Les premiers timbres auvents, portes, coffres, etc. pour votre production et exportation locales; la seconde a pour produits principaux le Chevrolet Suburban et le GMC Yukon export.

### Parque Industrial Las Colinas León
Grupo Lintel a placé la première pierre du Parc industriel des Colinas de León, un lieu qui pourra accueillir 60 entreprises dans les secteurs de l'automobile, de la fabrication et de la logistique.
Cette infrastructure aura une superficie de 246 hectares, où les entreprises offriront 15’000 à 20’000 emplois directs, 80’000 indirects, en plus des 100’000 envisagés temporairement pendant la construction.
La société américaine Oshkosh Corporation, fabricant de véhicules militaires, de sécurité, d'urgence et pour la construction, investira 100 millions de dollars dans une usine de ce parc industriel.

### Parc industriel de San Crispín
Le fractionnement industriel de San Crispin est composé principalement de sociétés de tannerie, y compris ALFAMEX et CUEROMEX; ainsi que la société Vicenza spécialisée dans la fabrication de chaussures pour femmes en cuir.

### Parque Industrial Las Colinas Silao
Linteau Groupe dispose d'un parc industriel dans la ville de Silao, où des entreprises comme Continental Teves, Wrigley, entre autres entreprises du secteur automotriz.

#### Parque Industrial Stiva León
Ce parc avec un très bon emplacement est toujours traité dans le plan directeur.

## Sports

### Football
Le sport favori dans la ville de León est le football. Le Club León est l'équipe de la ville, avec 7 championnats nationaux, 5 coupes, et plusieurs autres reconnaissances. Avec 74 ans d'expérience, ils jouent dans l'Estadio Nou Camp, inauguré dans les années 1960, et a participé aux Jeux olympiques de 1968, Coupe du monde de football de 1970, Coupe du monde de football de 1986, ainsi que d’autres événements.
Il y a aussi le Unión de Curtidores, avec 90 ans d’existence, caractérisé pour avoir eu des légendes au XXe siècle, mais, disparu à cause de problèmes de vente de biens et le manque d'intérêt au cours des dernières années.

### Baseball
La ville a une équipe, les Bravos de León, fondée en 1979, qui ont un titre depuis 1990. Ils jouent dans le stade Domingo Santana.

### Basketball
Les Abejas de León jouent dans la ville dans le Domo de la Feria de León depuis 2016.

## Gastronomie
- 'Food' : il est de coutume de manger le style carnitas de porc Guanajuato, les ordures[Quoi ?], couennes souvent difficile et le marché du poisson, pain de maïs, pambazos, four gorditas, maïs gras, enchiladas, atoles, conserves au vinaigre, fruits au vinaigre d'ananas et de pomme, et la taupe rouge un peu comme la région, enchiladas minière, milanesas León, morceaux de viande, chirizo, saucisses, bifteck de flanc, côte de bœuf, filet mignon, ananas avec un style à la cannelle. Jour de tous les saints et les morts, les viandes froides: le vinaigre de fruits avec des saucisses de porc et bien sûr, dessert très léonais, guayabate ou caramel avec goyave violette et patates douces.
- « » « Candy » « »: les bonbons sont consommés principalement le développement de la famille, les fruits couverts, des bonbons de noix de coco, des confitures, gelées, des beignets, des patates douces cuites ainsi que du riz au lait.
- « » « Pan doux » « »: pains traditionnels portant les noms évocateurs: maïs, chamucos, petites amies, pelonas, coquillages, aime Granillo, chorreadas, sevillanas, cannelle fil et vapeur, cornes, balles et boîtes de raccourcissement, calzones, briques, coquillages et pincements.
- « » « » « » Antojitos: les « aras » - gâteau ou un sandwich de porc dur avec sauce - « bouillons Ours » et « Bombes » - morceaux de jicama et du fromage Cotija dans le jus de citron et le vinaigre enchilado ananas -, Les "Chalupas" - Concombre à l'oignon, fromage cotija et vinaigre d'ananas.
- 'Plat typique' : crevette bajío, est comme un ara, mais à la place du porc, il faut des crevettes, originaires de León.
- 'Boissons' : la boisson traditionnelle est orge, de l'eau fraîche d'orge à laquelle du bicarbonate de sodium est ajouté au moment de la consommation.
- 'Bolis' : le traditionnel dessert glacé est le boli, surgelé d'origine naturelle dans des petits sacs, distribués par l'enfant boli.

## Aéroport International
L’Aeropuerto Internacional del Bajío (code IATA: LEN, OACI: MMLO), mis en service en 1991 pour remplacer l'ancien aéroport León (communément appelé l'aéroport de San Carlos). Poignées zone de trafic aérien national et international, y compris la région métropolitaine de Leon, ainsi que tout l'État de Guanajuato et de la région de Los Altos de Jalisco; l'aéroport exploite 190 vols hebdomadaires.
Il y a des vols internationaux directement aux États-Unis d'Amérique; et avec des connexions à Mexico, Monterrey, Cancún, Los Cabos, Puerto Vallarta, Tijuana, Ciudad Juarez, Saltillo, Atlanta, Las Vegas, Houston, Dallas, Los Angeles, Oakland, Chicago, San Francisco et Detroit; il est possible de voyager sans complications vers le Canada, l’Amérique Centrale, l’Amérique du Sud, l’Europe, l’Asie, l’Océanie et l’Afrique.

## Religion
L’État du Guanajuato est l'état qui a plus de catholiques dans le pays avec 94%.
À León, 93 % de la population est considérée comme catholique.

## Jumelages
Liste des villes jumelées avec León:
- Omaha, US [16]
- San Diego. US
- . Irving US [16]
- Laredo. US
- Las Vegas, US
- Lubbock, US [17]

- . Cangas de Onis, Espagne[16]
- León. Espagne[16]
- . Odessa, Ukraine[16]
- La Havane, Cuba[16]
- Fermo, Italie[16]
- . Bogota, Colombie[16]
- Suzhou, Chine[16]
- . Novo Hamburgo, Brésil[16]
- León. Nicaragua[16]

## Personnalités liées à la ville
- Angel Grave, créateur de mode mexicain, y est né.
- Rafael Villagómez (2001-), pilote automobile

## Galerie

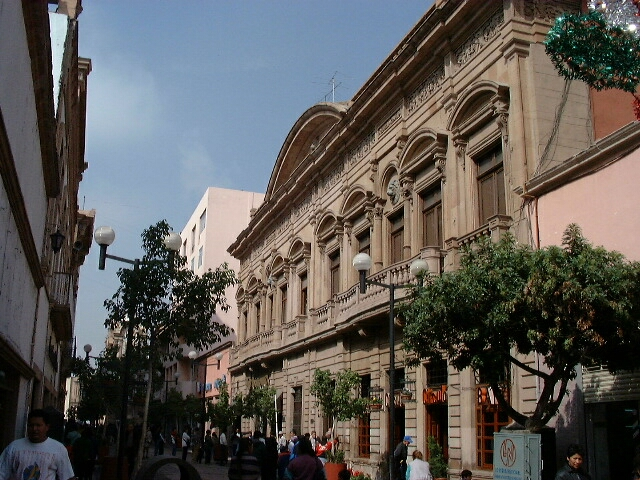
Plaza Principal.
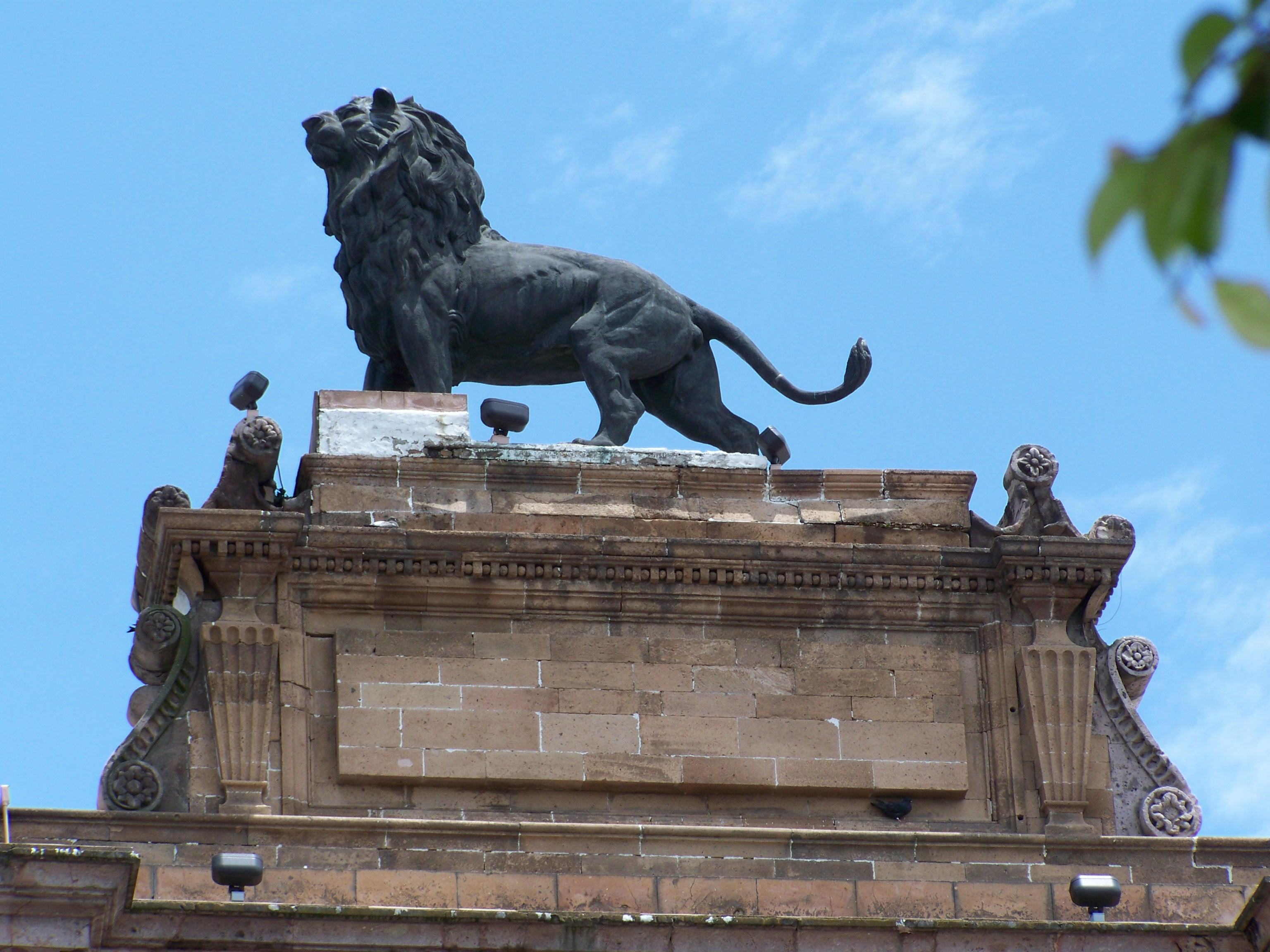
Sommet de l'arc de triomphe de León.